# Lucca Comics and Games
Le festival de bande dessinée de Lucques (Lucca Comics & Games) est le plus grand festival de bande dessinée d'Europe et d'Italie et le deuxième du monde après le Comiket à Tokyo.

## Historique

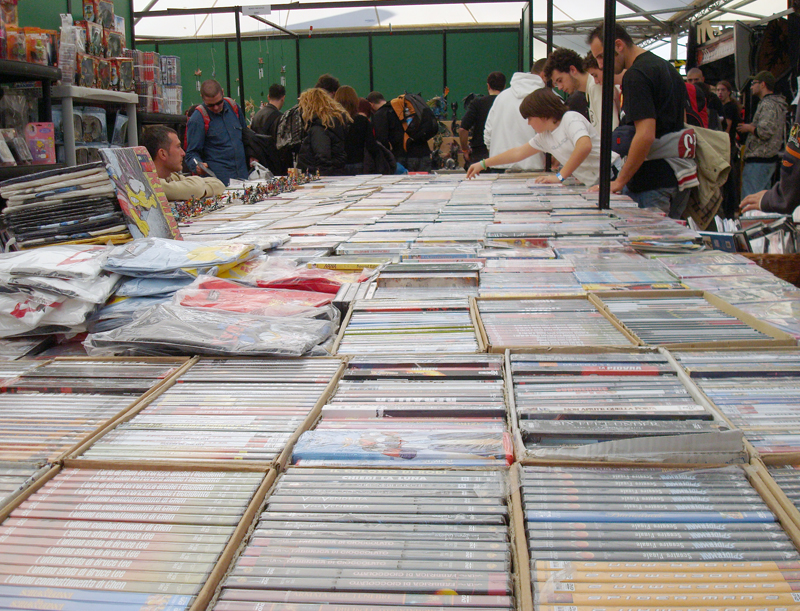
Le festival Lucca Comics & Games, en 2007, qui est le plus important du genre en Europe

Créé en 1965 par une équipe franco-italienne, c'est le plus ancien festival de bande dessinée d'Europe encore existant. Sa première édition a eu lieu à Bordighera, sous le nom du salon international des bandes dessinées. Organisé annuellement jusqu'en 1976, il a ensuite connu dans les années 1980 une phase de déclin à la suite de l'émergence très rapide du Festival international de la bande dessinée d'Angoulême.
Depuis le début des années 1990, il est de nouveau organisé chaque année. Désormais dirigé par Renato Genovese, il a traditionnellement lieu fin octobre ou début novembre. Le festival aborde la bande dessinée, l'animation, l'illustration, le jeu vidéo et les univers imaginaires. Le festival, qui « s'impose toujours comme un modèle du genre », est le plus important en Europe : en 2014, la fréquentation atteint 500,000 personnes.

### Documentation
- (it) Gianni Bono, Pier Luigi Gaspa, I 40 ruggenti - Lucca Città del fumetto, Edizioni IF, 2006.
- Nicolas Gary, « Comics et Games : Lucca devient le centre du monde (Italie) », sur ActuaLitté, 31 octobre 2015.
- Nicolas Gary, « Le festival Lucca Games & Comics associé à la foire du livre de Milan », sur ActuaLitté, 25 novembre 2016.
- (it) Alessio Lana, « Al via Lucca Comics & Games 2018, la fiera di cultura pop più bella », Corriere della Sera,‎ 31 octobre 2018 (lire en ligne).